# Тяньвэнь-1
«Тяньвэ́нь-1» (кит. трад. 天問一號, упр. 天问一号, пиньинь Tiānwèn yīhào, палл. Тяньвэ́нь иха́о , «Вопросы к небу» номер один) или Китайская миссия на Марс (англ. Mars Global Remote Sensing Orbiter and Small Rover) (HX-1) — китайская автоматическая межпланетная станция (АМС), состоящая из орбитального аппарата (спутника Марса) и спускаемого аппарата, полезной нагрузкой которого является шестиколёсный марсоход Чжужун . Запуск «Тяньвэнь-1» был осуществлён 23 июля 2020 года с помощью тяжёлой ракеты-носителя «Чанчжэн-5». АМС «Тяньвэнь-1» достигла Марса 10 февраля 2021 года. 14 мая 2021 года спускаемый аппарат совершил мягкую посадку на Равнине Утопия. АМС «Тяньвэнь-1» была создана в рамках первой собственно китайской программы исследования Марса, официально принятой в 2016 году. Её главным конструктором является Чжан Жунцяо.
Основной задачей проекта «Тяньвэнь-1» является глобальное обследование Марса с орбитального аппарата и детальное изучение одной области с помощью марсохода, включающие картирование морфологии и геологической структуры планеты, изучение характеристик поверхностного слоя и распределения водяного льда в нём, анализ состава материалов поверхности, измерение параметров ионосферы планеты, электромагнитного и гравитационного полей и получение информации о климате Марса.
Аппарат назван по итогам всекитайского конкурса, проводившегося в 2017 году. Слово «Тяньвэнь» (кит. трад. 天問, упр. 天问) является отсылкой к одноимённой поэме Цюй Юаня, на русский язык название поэмы часто переводится как «Вопросы к небу».
Проект приурочен к юбилею — 100-летию Коммунистической партии Китая, которое торжественно отмечалось 1 июля 2021 года.
Для первой китайской миссии по исследованию Марса «Тяньвэнь-1» будут использоваться два геосинхронных орбитальных спутника-ретранслятора «Тяньлянь I-02» серии «Тяньлянь 1» и «Тяньлянь II-01».

## Обзор
Китайская программа исследования Марса стартовала в 2009 году в сотрудничестве с Россией. Однако, после неудачного запуска в 2012 году аппарата «Фобос-Грунт», который должен был попутно доставить к Марсу китайский орбитальный аппарат «Инхо-1», Китай пересмотрел марсианскую программу.
Первая собственно китайская программа исследования Марса, результатом которой стала разработка и запуск АМС «Тяньвэнь-1» была официально принята в 2016 году. Её главным конструктором является Чжан Жунцяо.
Космический аппарат разработан Китайской аэрокосмической научно-технической корпорацией (CASC) и управляется Национальным центром космических наук (NSSC) в Пекине.
Получая энергию от солнечных панелей, марсоход будет исследовать марсианский грунт с помощью георадара, осуществлять его химический анализ и искать биомолекулы и биосигнатуры.
Главные цели программы заключаются в поиске текущей и предыдущей жизни, а также исследовании поверхности планеты и окружающей среды. Результаты работы орбитальной станции и марсохода позволят получить топографические карты марсианской поверхности с указанием характеристик грунтов, ионосферы, участков водяного льда и других научных данных.
Расчетный срок работы марсохода — 90 марсианских суток.

## Научные приборы
Орбитальный аппарат и марсоход несут 12 научных приборов:

### Орбитальный аппарат «Тяньвэнь-1»
- Мультиспектральная камера с высоким разрешением (0,5 м в панхроматическом и до 2,0 м в мультиспектральном диапазоне в полосе шириной 9 км при съёмке с высоты 260 км)[7]
- Цветная камера для обзорной съёмки со средним разрешением (100 м в кадре размером 4096×3072 элементов)[7]
- Радиолокатор для зондирования подповерхностной структуры и поиска льда[7]
- Спектрометр, для определения состава минералов с рабочими диапазонами 0,45—1,05 и 1,00—3,40 мкм[7]
- Трёхкомпонентный магнитометр с диапазоном ±2000 нТ и высоким разрешением (0,01 нТ)[7]
- Анализатор ионов и нейтральных частиц[1]

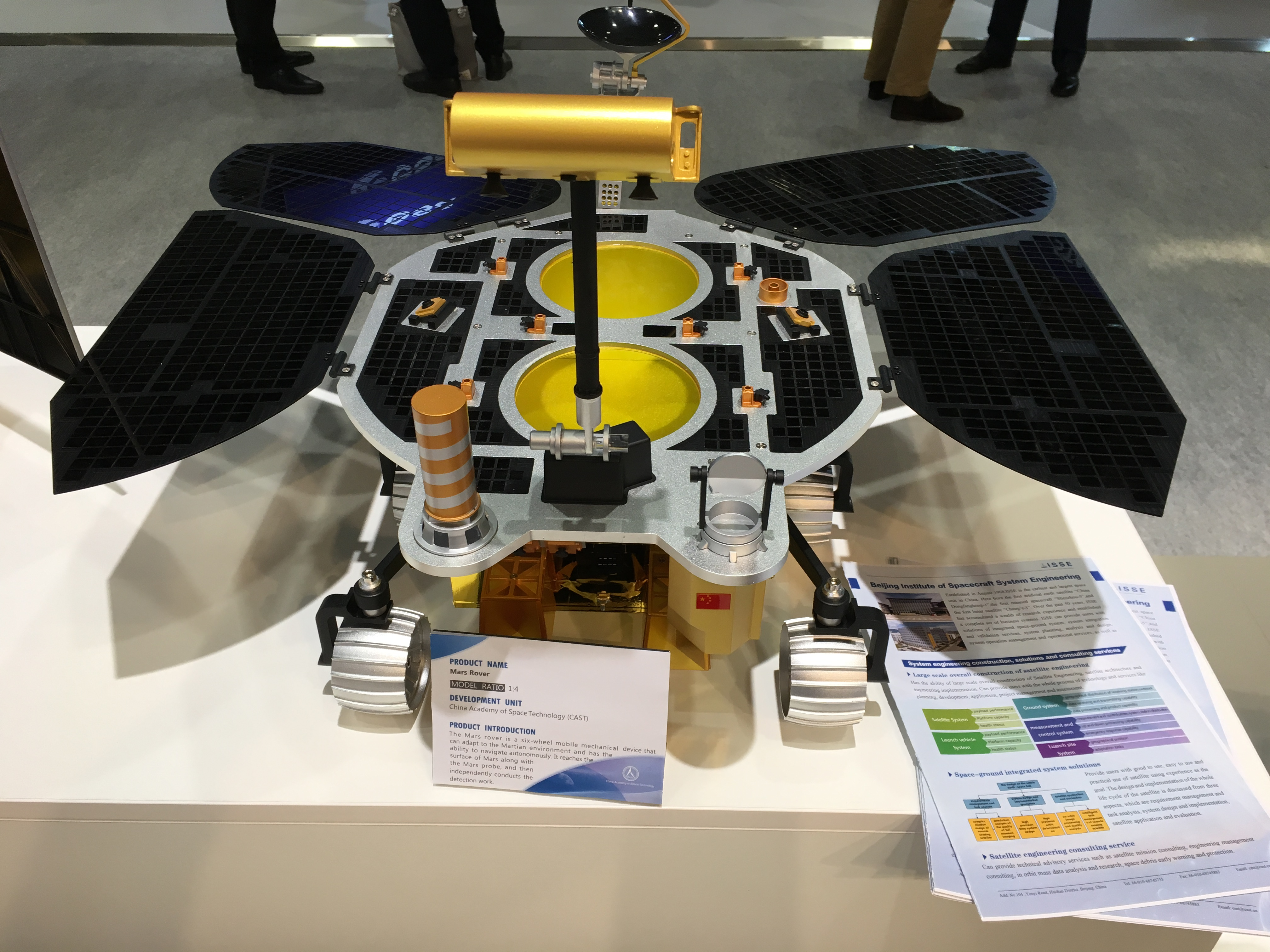
Макет марсохода «Чжужун» на 69-м Международном конгрессе астронавтики в 2018 году.

- Анализатор энергетических частиц

### Марсоход «Чжужун»
- Георадар для исследования на глубину до 100 м под поверхностью Марса[16]
- Детектор магнитного поля на поверхности
- Метеокомплекс для измерения температуры, давления, скорости и направления ветра а также записи звуков.
- Детектор поверхностных соединений Марса
- Мультиспектральная камера
- Навигационная и топографическая камера[1]

## Ход миссии

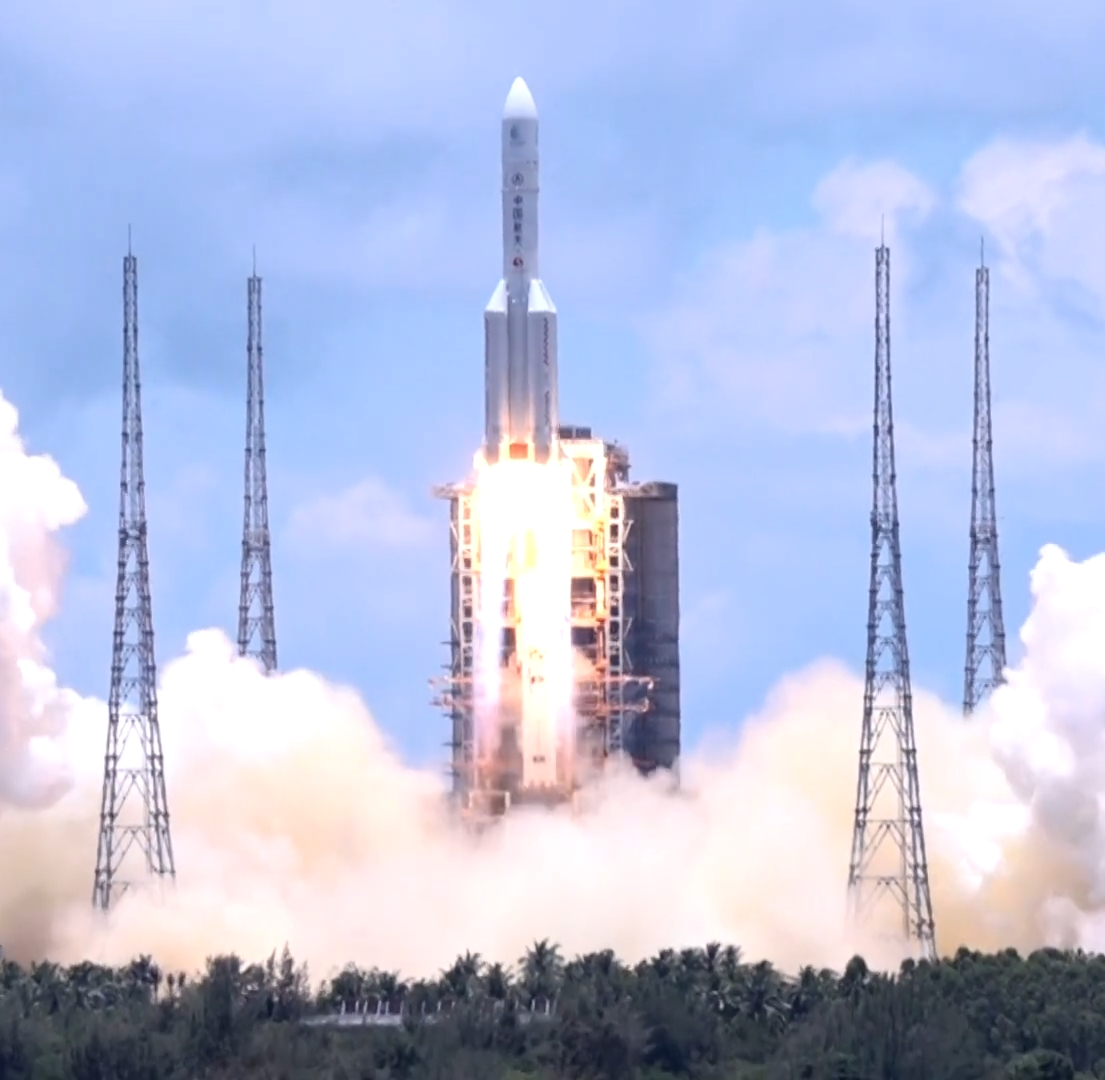
Запуск «Тяньвэнь-1» с космодрома Вэньчан

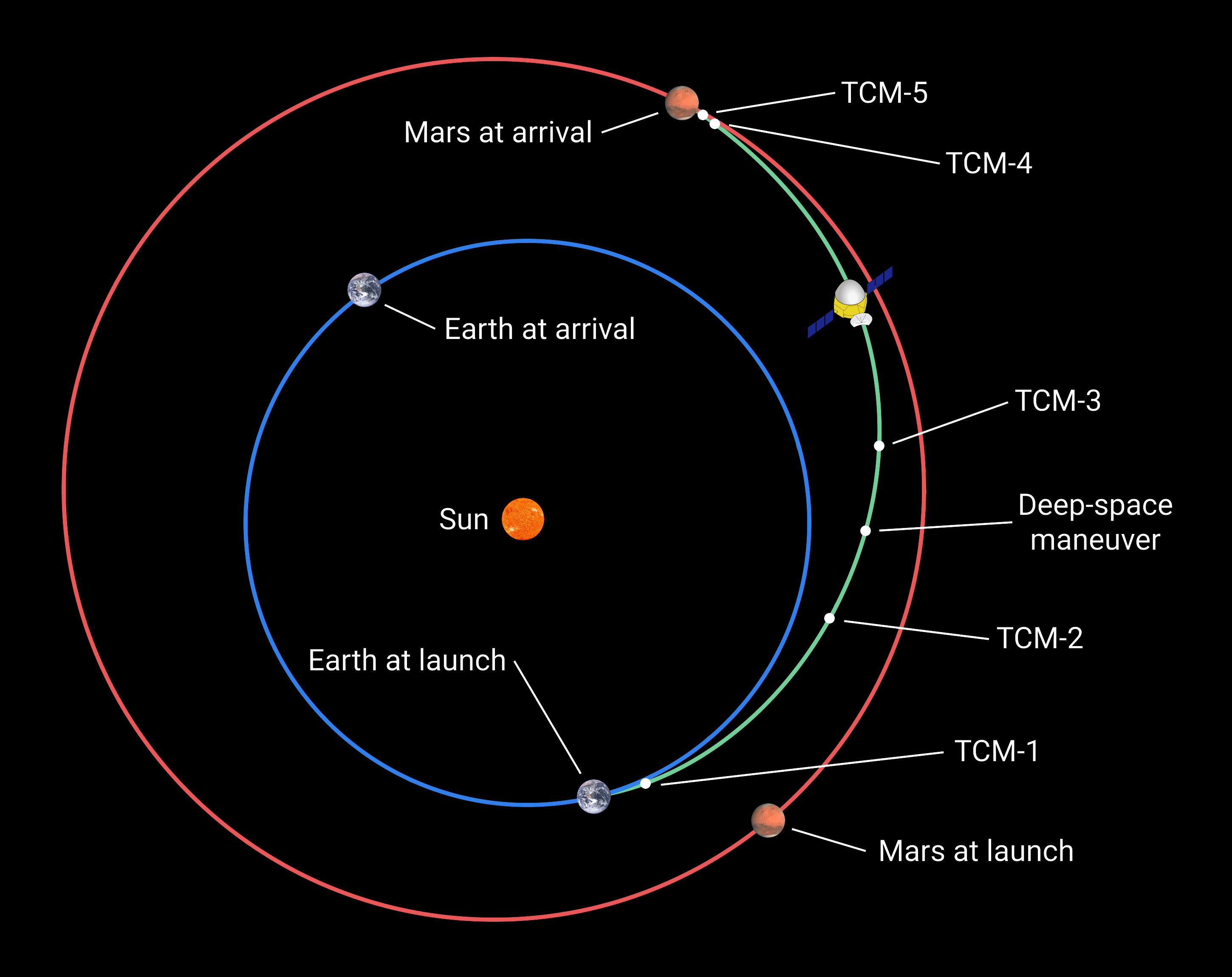
Схема перелёта «Тяньвэнь-1» к Марсу

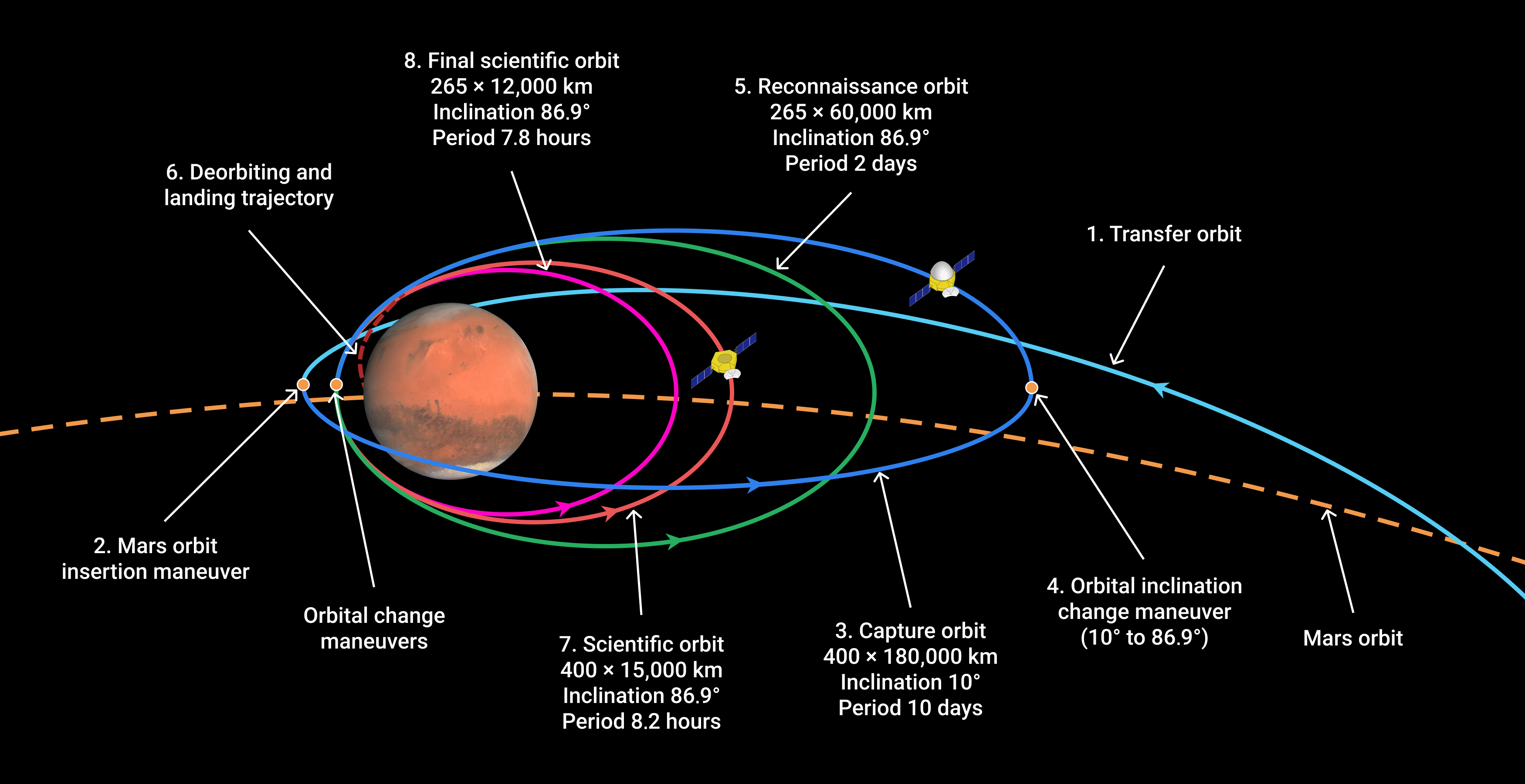
Планируемые изменения орбиты спутника Марса

### Запуск
22 июля 2020 года АМС запущена ракетой-носителем «Чанчжэн-5» с космодрома Вэньчан на северо-восточном побережье острова Хайнань на юге Китая, в провинции Хайнань.

### Полёт к Марсу
- 2 августа 2020 года первая коррекция (TCM-1) траектории перелёта к Марсу[18][19].
- К 25 августа 2020 года зонд удалился на 10 млн км от Земли и начал тестировать научные приборы орбитального аппарата[20].
- 1 октября 2020 года, ко Дню образования КНР и Празднику середины осени (которые в этом году приходятся на один и тот же день) Китайское национальное космическое управление опубликовало «селфи», сделанное АМС «Тяньвэнь-1» на пути к Марсу. На фото видны блестящие серебристый марсоход и золотистый орбитальный аппарат АМС и Государственный флаг КНР размером чуть меньше, чем лист бумаги формата A3 (297×420 мм)[21].
- 5 октября 2020 года — вторая коррекция (TCM-2) траектории перелёта к Марсу.
- 11 февраля 2021 года — торможение и выход на начальную орбиту спутника Марса с перицентром на высоте 400 км и апоцентром 180000 км.
- В феврале-марте 2021 года — проведены коррекции околомарсианской орбиты. Финальная орбита спутника Марса с перицентром на высоте 265 км и апоцентром 12000 км.

### Посадка

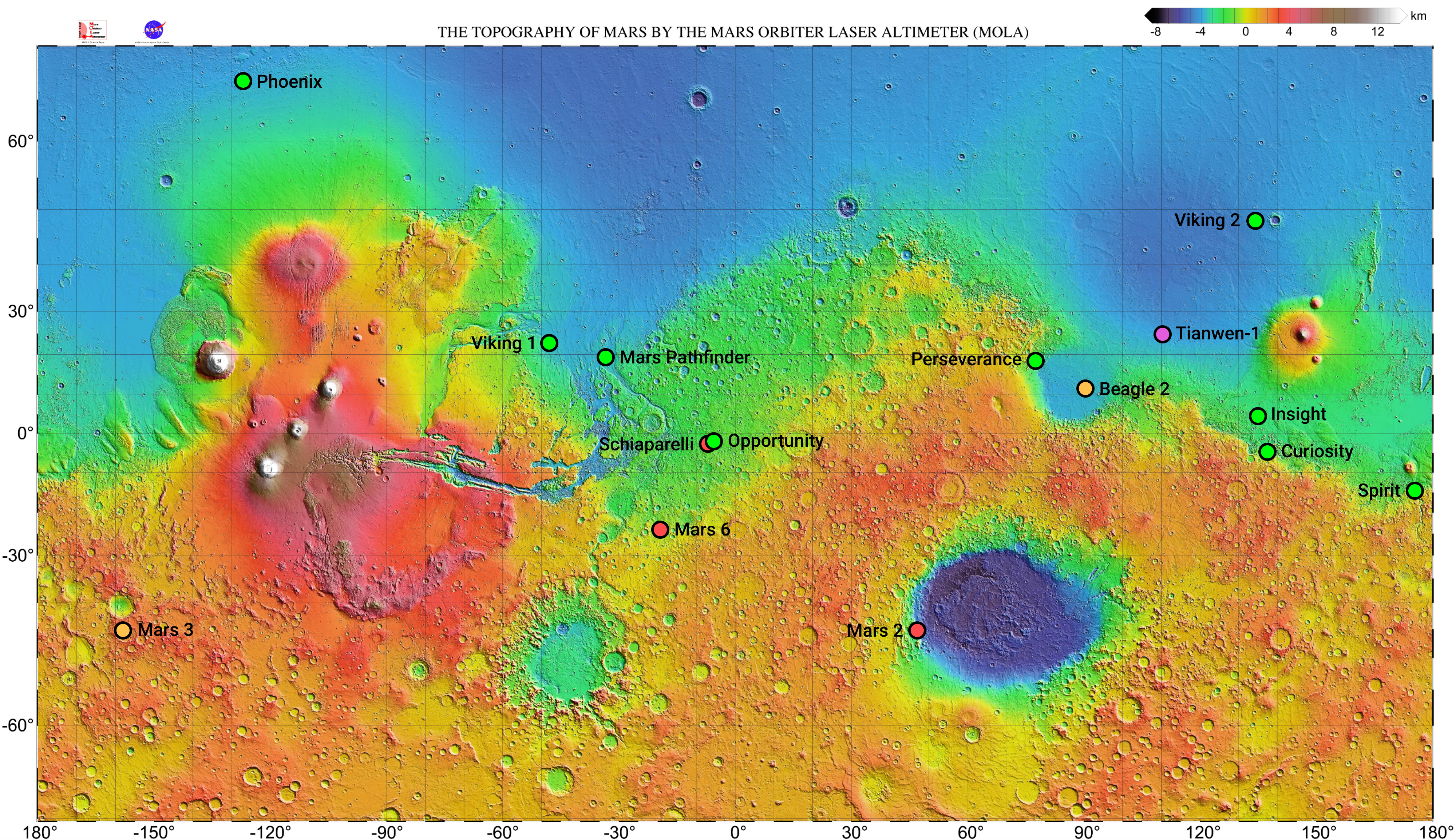
Места посадок автоматических станций на Марсе, включая «Тяньвэнь-1».

14 мая 2021 года спускаемый аппарат с посадочной платформой и марсоходом «Чжужун» отделился от орбитального модуля. Примерно через три часа спускаемый аппарат вошёл в атмосферу Марса со скоростью 4 800 м/с. Затем скорость спускаемого аппарата снизилась путём последовательного использования аэродинамического торможения и парашюта. Полное торможение и мягкая посадка проводилось посадочной платформой, которая оснащена ракетными двигателями с регулируемой тягой. Через 80 секунд после включения двигателя платформа зависла на высоте около 100 м над поверхностью Марса. Бортовая система оценки рельефа и уклонения от препятствий выявила безопасное место, и посадочная платформа, используя двигатели бокового смещения тягой 250 и 25 Н, завершила спуск и выполнила посадку на четыре опоры с вертикальной скоростью не более 3,6 м/с. Точное время посадки 23:18 UTC.

### Спуск с платформы
Через несколько дней после посадки марсоход «Чжужун» должен был съехать по трапу с платформы и начать свою программу исследований. Спуск с платформы планировался на 21 или 22 мая.
22 мая 2021 года в 02:40 UTC — 05:40 мск марсоход «Чжужун» успешно съехал по трапу с посадочной платформы.

### Работа марсохода и орбитального модуля

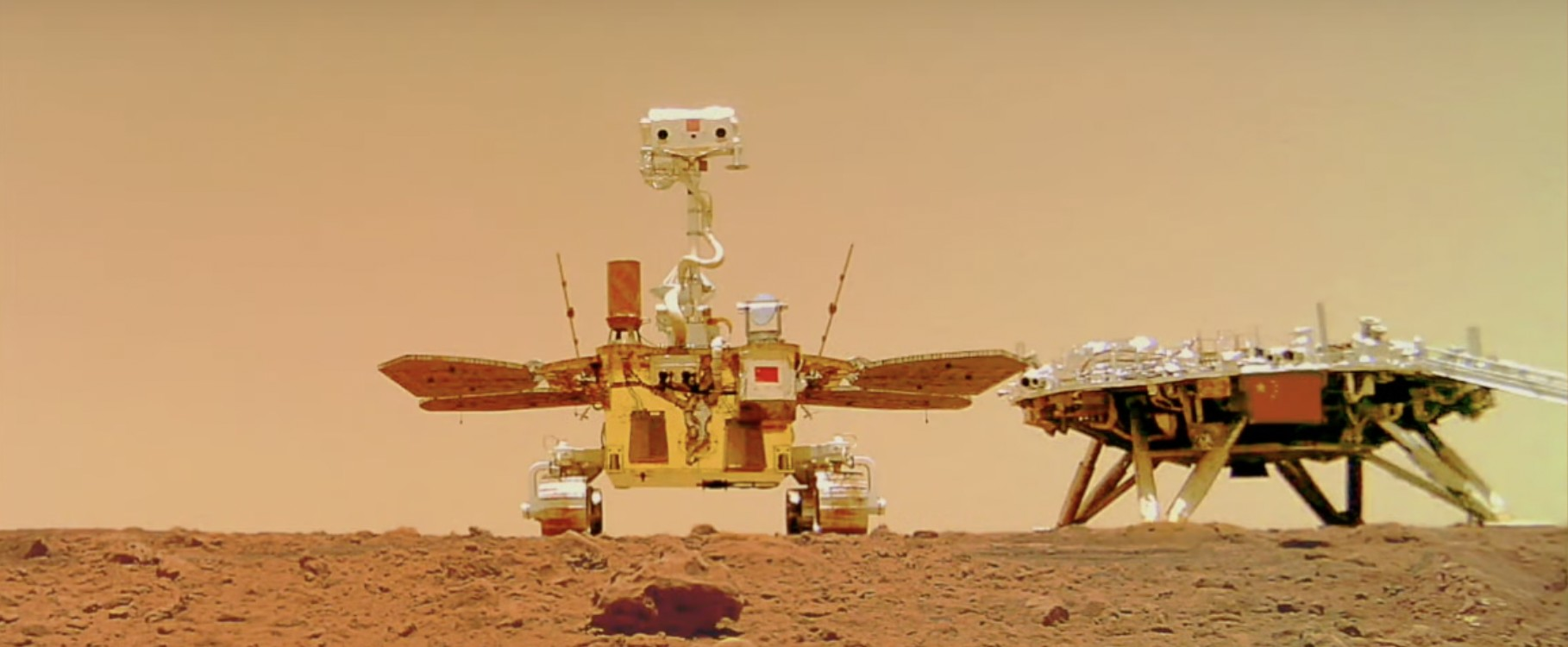
Марсоход «Чжужун» и посадочная платформа (справа) на поверхности Марса. Фотография беспроводной камеры.

19 мая 2021 года марсоход «Чжужун» прислал первые снимки с красной планеты. На них видны элементы ровера, стоящего на посадочной платформе, а также ближайшие окрестности Марса, покрытые песком и мелкими камнями. Визуальный осмотр попавшего в кадр оборудования подтверждает, что солнечные панели и антенна марсохода раскрылись успешно.
11 июня 2021 года Китайское национальное космическое управление (CNSA) опубликовало первую серию научных изображений с поверхности Марса, включая панорамное изображение Марса с места посадки, и «групповое фото» Чжужуна и посадочного модуля Тяньвэнь-1, сделанное беспроводной камерой, оставленной неподалеку. Панорамное изображение состоит из 24 отдельных снимков, сделанных камерой NaTeCam до того, как марсоход съехал с платформы. Изображение показывает, что топография и обилие горных пород возле места посадки соответствовали предыдущим ожиданиям относительно типичных южных мест Равнины Утопия с небольшими, но широко распространенными камнями, узорами белых волн на песке и грязевыми вулканами.
27 июня 2021 года CNSA опубликовало ещё несколько фотографий Марса, новую панораму Равнины Утопия, а также видео движения «Чжужун» на поверхности Марса со звуком, издаваемым при движении марсохода, записанным его инструментом Марсианской климатической станцией (MCS). Также было объявило, что на момент публикации «Чжужун» проехал по Марсу расстояние в 236 метров.
11 июля 2021 года CNSA опубликовало новое обновление о ходе миссии, было сообщено, что на момент публикации 12 июля 2021 года «Чжужун» посетил парашют и заднюю часть, сброшенные на поверхность Марса во время его приземления 14 мая. «Чжужун» проехал расстояние в 410 метров, фотографируя по пути особенности ландшафта и используя научные приборы для анализа атмосферных и магнитных условий, также марсоход провел макросъемку марсианских камней, имеющих бирюзовый оттенок.
12 июля 2021 года марсоход «Чжужун» посетил место падения парашюта и крышки посадочного модуля, сброшенных на поверхность Марса во время посадки.
30 июля 2021 года CNSA опубликовало несколько новых фотографий с Марса и рассказало о ходе миссии, марсоход «Чжужун» завершил исследование двух песчаных дюн, и теперь начинает двигаться на юг, пока не достигнет более сложной местности, интересной для изучения. На момент публикации марсоходом было пройдено расстояние в 708 метров.
На 6 августа 2021 года марсоход «Чжужун» проехал 808 метров.
15 августа 2021 года марсоход «Чжужун» успешно завершил выполнение основной научной программы на Марсе, которая была рассчитана на 90 солов. За это время марсоход проехал более 889 метров и передал на Землю более 10 гигабайт данных. В CNSA сообщают, что марсоход продолжит работать и после истечения расчётного срока эксплуатации.
На 23 августа 2021 года марсоход «Чжужун» проехал более 1000 метров.
С середины сентября до конца октября 2021 года марсоход «Чжужун» находился в безопасном автономном режиме при ограниченной мощности. Переход в автономный режим был сделан, поскольку Солнце располагается ровно на линии между Марсом и Землёй, а заряженные частицы, испускаемые нашей звездой, делают межпланетную радиосвязь в это время практически невозможной. По этой же причине в автономный режим также переходили и американские марсоходы Curiosity и Perseverance.
21 октября 2021 года радиосвязь с марсоходом «Чжужун» была восстановлена и он возобновил работу. К этому моменту пройденная им дистанция составляла 1182 м.
20 ноября 2021 года орбитальный аппарат Европейского космического агентства Mars Express собрал данные с китайского марсохода «Чжужун» и успешно отправил их на Землю в Пекинский центр управления аэрокосмическими полетами после серии экспериментальных испытаний связи. Марсианское сотрудничество CNSA и ЕКА произошло из-за того, что китайский орбитальный аппарат «Тяньвэнь-1» сосредоточен на картографировании Марса и его возможности для передачи информации с марсохода сильно сократились.
1 января 2022 года Китай по случаю нового года опубликовал новые снимки Марса с марсохода «Чжужун» и орбитального аппарата «Тяньвэнь-1». В общей сложности к этому моменту за время своей работы марсоход и орбитальный аппарат передали на Землю уже более 560 гигабайтов информации о Марсе.
24 марта 2022 года Китайское национальное космическое управление опубликовало снимки поверхности Марса с АМС «Тяньвэнь-1» разрешением 0,5 метра. На них видна пыльная буря, а также следы марсохода «Чжужун», который к тому времени проработал 306 марсианских дней, пройдя 1784 метра.

### Переключение марсохода в спящий режим и потеря связи
В мае 2022 года, в преддверии наступающей в северном полушарии Марса зимы и ожидаемой крупной пылевой бури, все системы марсохода были переведены в спящий режим, из которого по расчетам они должны были выйти 26 декабря 2022 года. Зимой, в этом районе равнины Утопия температура падает до −100 °C, что наряду с уменьшением солнечного освещения, делает невозможным поддержание работоспособности аппаратуры ровера. Однако, в декабре марсоход не вышел из спящего режима и все дальнейшие попытки установить с ним связь, на сентябрь 2023 года не принесли успеха. Ученые предполагают, что поднятая бурей пыль засыпала солнечные панели марсохода, значительно уменьшив выработку электроэнергии (перезапуск его систем возможен только тогда, когда мощность батарей достигнет 140 Вт, а температура основных компонентов превысит −15 °C).
Изучение фотографий, полученных с орбитального аппарата Mars Reconnaissance Orbiter показало, что марсоход не изменил своего положения с мая 2022 года. Существует небольшая вероятность того, что ветер или очередная буря очистят солнечные панели марсохода и он сможет выйти из спящего режима, но даже если этого не произойдет, «Чжужун», проработав на поверхности планеты около земного года, и так значительно превысил первоначально запланированный срок работы.

## В филателии
26 сентября 2020 года почта КНР выпустила почтовую марку, посвящённую успешному запуску АМС «Тяньвэнь-1». На марке изображена эта АМС, галактика, Земля, Марс, орбиты этого искусственного спутника Марса, памятный текст: «Успешный запуск первого китайского исследователя Марса „Тяньвэнь-1“» (кит. упр. 中国首次火星探测“天问一号”发射成功), в ультрафиолетовом свете марка проявляет специальный световой эффект.